# Orses cynisca
Orses cynisca (denominada popularmente, em inglês, Yellow-edged Ruby-eye) é uma borboleta neotropical da família Hesperiidae, subfamília Hesperiinae, encontrada do México até o Paraguai. Foi classificada por William John Swainson em 1821, com a denominação de Hesperia cynisca e com o seu tipo nomenclatural coletado no Brasil.

## Descrição
Indivíduos desta espécie, vistos por cima, possuem as asas de coloração castanha; apresentando tons de coloração amarelada ou esbranquiçada em manchas próximas às extremidades das asas anteriores, atravessadas por venações, e nas bordas das asas posteriores. Vistas por baixo, tais manchas parecem se alinhar em uma única faixa. Possuem olhos de coloração predominante vermelha.

## Planta-alimento
Na Costa Rica, lagartas de Orses cynisca foram encontradas em plantas de Scleria latifolia (família Cyperaceae) e Olyra latifolia (família Poaceae).

## Denominação de espécie
O termo cynisca, utilizado para denominar esta espécie do gênero Orses, é derivado de Cynisca - mulher espartana vencedora de duas Olimpíadas, em 396 a.C. e 392 a.C..